# 1093
| Calendário gregoriano                                                        | 1093 MXCIII                                          |
| Ab urbe condita                                                              | 1846                                                 |
| Calendário arménio                                                           | 542 – 543                                            |
| Calendário bahá'í                                                            | -751 – -750                                          |
| Calendário budista                                                           | 1637                                                 |
| Calendário chinês                                                            | 3789 – 3790 Início a 30 de janeiro (aproximadamente) |
| Calendário copta                                                             | 809 – 810                                            |
| Calendário etíope                                                            | 1085 – 1086                                          |
| Calendários hindus - Vikram Samvat - Calendário nacional indiano - Cáli Iuga | 1148 – 1149 1014 – 1015 4193 – 4194                  |
| Calendário Holoceno                                                          | 11093                                                |
| Calendário islâmico                                                          | 486 – 487                                            |
| Calendário judaico                                                           | 4853 – 4854                                          |
| Calendário persa                                                             | 471 – 472                                            |
| Calendário rúnico                                                            | 1343                                                 |
| Calendário solar tailandês                                                   | 1636                                                 |

1093 (MXCIII, na numeração romana) foi um ano comum do século XI do Calendário Juliano, da Era de Cristo, a sua letra dominical foi B (52 semanas), teve início a um sábado e terminou também a um sábado.
No território que viria a ser o reino de Portugal estava em vigor a Era de César que já contava 1131 anos.
| Ano completo                   |
| ------------------------------ |
| Ano comum com início ao sábado |

## Eventos
- O rei de Badajoz entrega a Afonso VI as cidades de Santarém e Lisboa-Sintra. O governo das mesmas é confiado a D. Raimundo, que delega o de Santarém a Soeiro Mendes da Maia.
- D. Raimundo assina com D.Henrique, seu primo, um tratado pelo qual este, por morte de D. Afonso VI, se compromete a reconhecê-lo como rei, recebendo D. Henrique, em troca, o Reino de Toledo ou da Galiza.
- Casamento de Henrique de Borgonha, conde de Portucale com D. Teresa.
- O padroado de Argoncilhe é doado ao Mosteiro de Grijó, juntamente com Perosinho, Serzedo, Grijó, Travanca de Bemposta, S. Miguel de Travaçô e Teirol. Uma doação feita por D. Bernardo, Bispo de Coimbra.

## Mortes
- 12 de Outubro - Roberto I da Flandres, conde da Flandres n. 1035.
- Américo IV de Thouars n. 1024 foi o 11º visconde de Thouars.
- 8 de Junho - Fastre de Oisy, Senhor de Oisy, Vogt e Doornik.
- Reinaldo III da Borgonha m. 1148 foi conde da Borgonha.
- Lope Íñiguez, foi o 2º senhor da Biscaia, n. 1050.